# Tracker (música)
Tracker o soundtracker és el terme genèric amb el que es coneix una classe de programari de MAO ; en la seva forma més pura, permeten a l'usuari organitzar mostres de so gradualment en una graella de temps a través de diverses pistes monofòniques. La interfície del seqüenciador pot-ser primer digital: les notes s'introdueixen a través del teclat, mentre que els paràmetres, els efectes i altres s'introdueixen en hexadecimal. Una peça completa es basa en diverses petites pistes múltiples encadenades juntes a través d'una llista mestra.

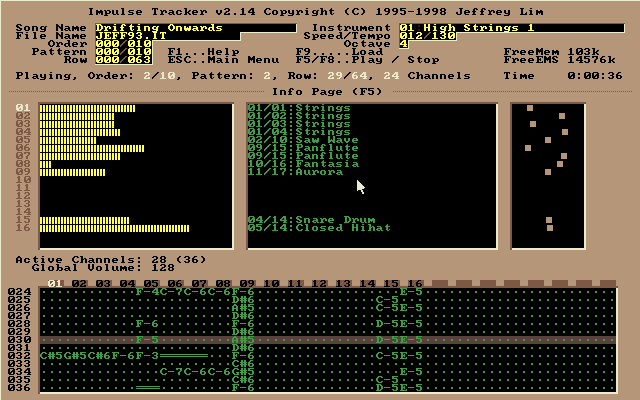
Cursor del ratolí a Impulse Tracker. Es va aconseguir un cursor més precís (per resolució de píxels) regenerant els glifs de caràcters utilitzats on era visible el cursor, en cada moviment del ratolí en temps real.

Hi ha diversos elements comuns a tots els programaris de tracker: mostres, efectes, pistes, patrons i ordres.

## Història

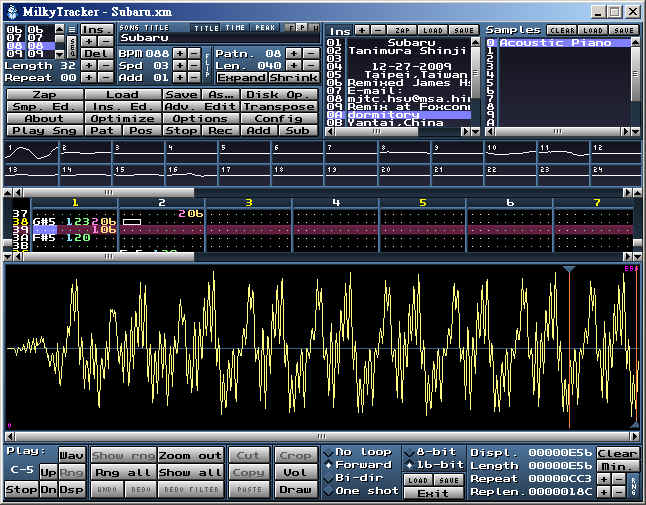
pantalla d'edició amb mostra sonora del programa Milky Tracker

### Microordinadors
El terme tracker deriva de l'Ultimate Soundtracker, el primer programari seqüenciador escrit per Karsten Obarski i publicat el 1987 per l'EAS alemany per al Commodore Amiga. Ultimate Soundtracker era un producte comercial, però poc després apareixien clons com NoiseTracker. El concepte general de mostres digitals seqüencials pas a pas, tal com s'utilitza en els seqüenciadors, es podia trobar a l'estació de treball CMI de Fairlight a finals dels anys setanta.

### PC
A la dècada dels noranta, els músics de seqüenciadors gravitaven al voltant del PC, encara que inicialment la plataforma no tenia les capacitats del procés del seu maquinari Amiga. Tot i això, amb l'arribada de la línia de Sound Blaster de Creative, l'àudio va començar a apropar-se lentament a les qualitats del CD (44,1). kHz / 16 bits / estèreo, amb el SoundBlaster 16).
La càrrega per a la barreja d'àudio va passar del maquinari al programari (la CPU principal), que gradualment va permetre l'ús de més i més canals. Dels 4 canals típics d'Amiga MOD, la limitació ha augmentat fins a 16 amb ScreamTracker 3, després amb 32 amb Fast Tracker 2 i 64 amb Impulse Tracker 2.

### Resum històric dels principals trackers
- Soundtracker – 1987 (Amiga)
- Protracker – 1990 (Amiga)
- Octamed – 1991 (Amiga)
- Audio Sculpture - 1991 (Atari ST)
- Scream Tracker 3 – 1993 (PC)

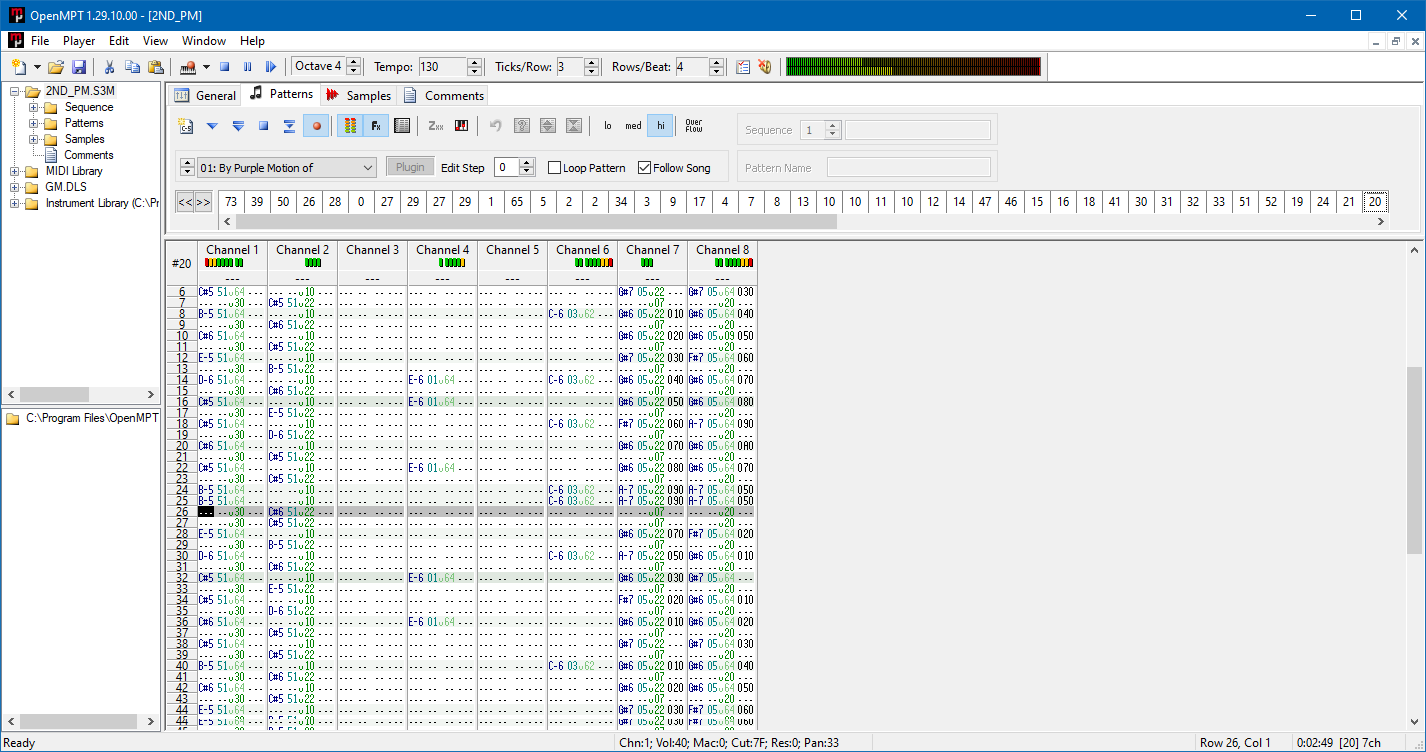
ModPlug Tracker mode color de Fast Tracker 2.

- Digital Tracker - 1994 (Atari Falcon030)
- Fast Tracker 2 – 1995 (PC)
- Graoumf Tracker - 1996 (Atari Falcon030) et V2 - 1998 (PC)
- Impulse Tracker 2 – 1996 (PC)
- ModPlug Tracker - 1997 (PC)
- Digital Home Studio - 1997 (Atari Falcon030)
- LSDJ (Little Sound DJ) - 2000 (Gameboy)
- Renoise – 2000 (OS X, Linux, Windows)
- ACE Tracker - 2003 (Atari Falcon030)
- Skaletracker – 2003 (PC)

## Trackers moderns

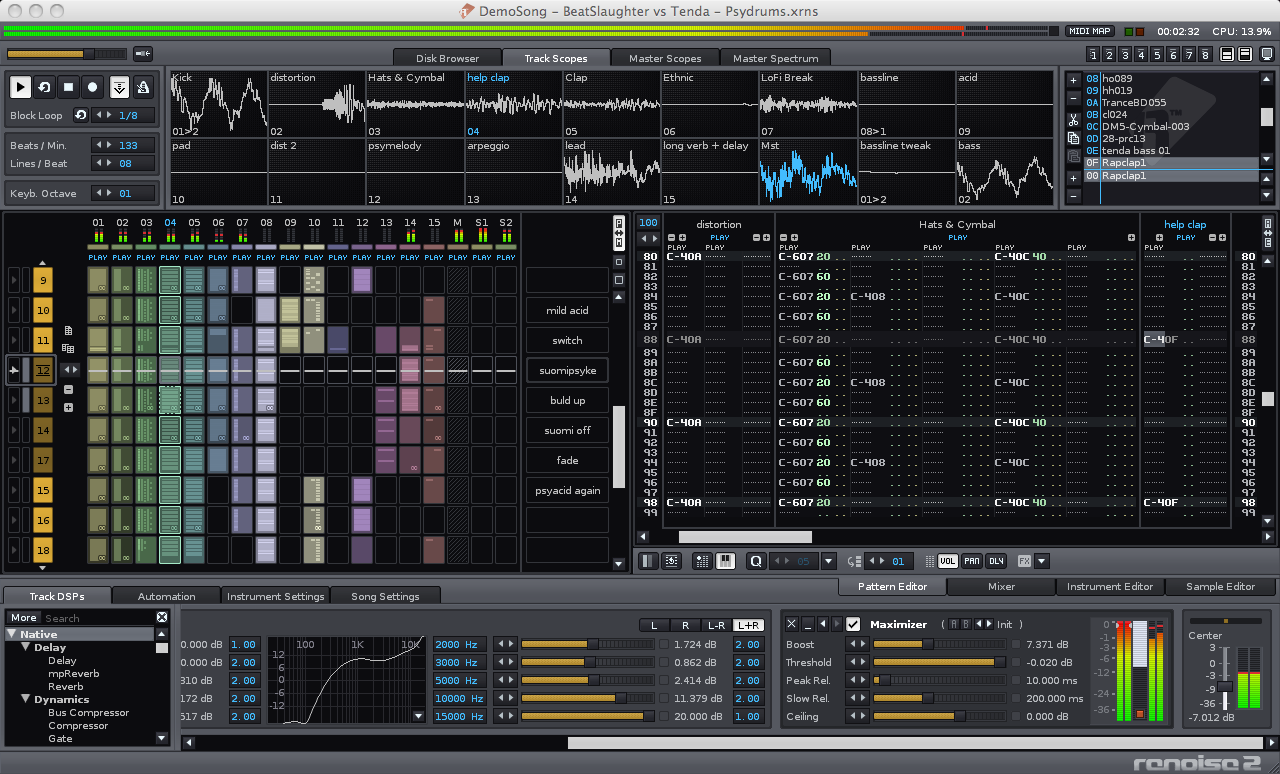
Renoise, tracker popular dels anys 2000 a 2010.

Tracker History Graphing Project, 2012.

- Amiga
  - The Ultimate Soundtracker
  - DigiBooster Pro
  - Digital Sound Studio (DSS)
  - Future Composer
  - Noisetracker
  - Octamed  Arxivat 2019-07-11 a Wayback Machine.
  - Oktalyzer
  - Protracker
  - AHX
  - Audio Sculpture
  - TFMX Editor
- Apple IIgs
  - SoundSmith
  - NoiseTracker GS (no confondre amb Noisetracker d'Amiga)
- Atari ST
  - Audio Sculpture
  - DBE Tracker
  - Digicomposer
  - Protracker STe
  - Noisetracker
  - Octalyser (no confondre amb Oktalyzer de Amiga)
  - TCB Tracker
- MSX
  - FAC Soundtracker (Sólo FM o FM+ADPCM si s'usa MSX-AUDIO)
  - MoonBlaster (Sólo FM o FM+ADPCM si s'usa MSX-AUDIO)
  - MoonBlaster WAVE (Versió 24 canales PCM per a Moonsound)
  - ProTracker by Tyfoon Soft. (Sólo FM)
- DOS
  - Fasttracker II
  - Impulse Tracker
  - Scream Tracker
  - Digitrakker
- Windows
  - DefleMask 
  - Jeskola Buzz
  - MadTracker 
  - NoiseTrekker
  - Open ModPlug Tracker 
  - Renoise 
  - Sk@le Tracker  Arxivat 2019-07-02 a Wayback Machine.
  - Psycle 
  - Aero Studio 
  - BeRoTracker 
  - Octamed  Arxivat 2019-07-11 a Wayback Machine.
  - Schism Tracker
- GNU/Linux, UNIX bzw. Mac OS X
  - DefleMask
  - Schism Tracker 
  - CheeseTracker
  - PlayerPRO 
  - Renoise
  - Sk@le Tracker  Arxivat 2019-07-02 a Wayback Machine.
  - SoundTracker  (no confondre amb Soundtracker de Amiga)
  - GoatTracker
- ZX Spectrum
  - Sample Tracker
  - Soundtracker
- Schneider/Amstrad CPC
  - Soundtrakker
  - STarKos 
  - Digitrakker 
  - Protracker
  - Poumtracker
- Sega Game Gear, Sega Master System
  - Mod2PSG2
- YellowTAB Zeta
  - Schism Tracker
- Game Boy
  - Little Sound DJ
- Nintendo DS
  - NitroTracker  Arxivat 2019-07-11 a Wayback Machine.

## Taula de compatibilitats
| Nom                    | Darrera posta al dia | Llicència  | Sistema d'explotació | Sistema d'explotació | Sistema d'explotació | Formats de fitxer suportats | Formats de fitxer suportats | Formats de fitxer suportats | Formats de fitxer suportats | Formats de fitxer suportats | Suport VST | Suport ASIO | Suport LADSPA/LV2 |
| Nom                    | Darrera posta al dia | Llicència  | Windows              | OS X.॥॥              | Linux                | MID                         | MOD                         | XM                          | IT                          | S3M                         | Suport VST | Suport ASIO | Suport LADSPA/LV2 |
| ---------------------- | -------------------- | ---------- | -------------------- | -------------------- | -------------------- | --------------------------- | --------------------------- | --------------------------- | --------------------------- | --------------------------- | ---------- | ----------- | ----------------- |
| Renoise                | 2016-01              | Propietari | Sí                   | Sí                   | Sí                   | Carrega                     | Carrega                     | Carrega                     | Carrega                     | No                          | Sí         | Sí          | via Carla         |
| OpenMPT                | 2018-09              | GPL / BSD  | Sí                   | No                   | No                   | Sí                          | Sí                          | Sí                          | Sí                          | Sí                          | Sí         | Sí          | No                |
| SoundTracker () (beta) | 2006-02              | GPL        | No                   | No                   | Sí                   | No                          | Sí                          | Sí                          | No                          | No                          | No         | No          | No                |
| MilkyTracker ()        | 2018-02              | GPL        | Sí                   | Sí                   | Sí                   | No                          | Sí                          | Sí                          | Carrega                     | Carrega                     | No         | Sí          | No                |
| ChibiTracker           | 2008-03              | GPL        | Sí                   | Sí                   | Sí                   | No                          | Carrega                     | Sí                          | Sí                          | Carrega                     | No         | No          | No                |
| SunVox                 | 2016-01              | Freeware   | Sí                   | Sí                   | Sí                   | Guarda                      | Carrega                     | Carrega                     | No                          | No                          | No         | Sí          | No                |
| Psycle                 | 2015-05              | GPL        | Sí                   | No                   | No                   | No                          | Carrega                     | Sí                          | Carrega                     | Carrega                     | Sí         | Sí          | No                |
| Schism Tracker.॥॥      | 2011-01              | GPL        | Sí                   | Sí                   | Sí                   | Carrega                     | Carrega                     | Carrega                     | Sí                          | Sí                          | No         | No          | No                |
| MadTracker             | 2006-02              | Propietari | Sí                   | No                   | No                   | Carrega                     | Carrega                     | Sí                          | Carrega                     | Carrega                     | Sí         | Sí          | No                |
| Buze (beta).॥॥         | 2012-05              | GPL / BSD  | Sí                   | No                   | No                   | Carrega                     | Carrega                     | Carrega                     | Carrega                     | Sí                          | Sí         | Sí          | No                |

## Compositors
Molts artistes electrònics utilitzen els trackers, com Venetian Snares, o els 8BitPeoples.